# José María Díaz Sanjuro An
José María Díaz Sanjuro An O.P. (1818 - 1857) là một Giám mục người Tây Ban Nha của Giáo hội Công giáo Rôma. Ông từng phục vụ Giáo hội này với vai trò làm nhà truyền giáo, với chức vụ Giám mục Đại diện Tông Tòa Hạt Đại diện Tông Tòa Trung Đàng Ngoài. Vì lý do tử đạo, ông được Giáo hội Công giáo Rôma, qua Giáo hoàng Gioan Phaolô II tuyên Hiển thánh vào ngày 19 tháng 6 năm 1988.

## Thân thế và Tu tập
Thánh José María Díaz Sanjuro sinh ngày 26 tháng 10 năm 1818 tại giáo xứ Santa Eulalia de Suegos, tỉnh Lugo, công quốc Galicia, vương quốc Tây Ban Nha. Ông là con trưởng của gia đình gồm có năm anh chị em, ngoài ông còn có người em gái theo con đường tu trì là nữ tu Antonia. Ông từng theo học tại chủng viện Lugo. Sau đó ông gián đoạn ba năm học và về quê khi Tây Ban Nha nội chiến. Tiếp tụ con đường học vấn, chàng trai Sanjuro nhập học đại học Compostella. Trong giai đoạn này, Sanjuro được biết và có thiện cảm với vấn đề truyền giáo ở Viễn Đông.
Sau đó, cậu thuyết phục gia đình và xin vào học tại tu viện Santo Domingo Ocana của tỉnh dòng Đa Minh Rất Thánh Mân Côi, đặc trách truyền giáo ở Viễn Đông. Ngày 24 tháng 9 năm 1843, chàng trai trẻ Sanjuro gia nhập Dòng Đa Minh. Sau quá trình tu học dài hạn tại các cơ sở chủng viện theo quy định từ phía Giáo luật, ngày 23 tháng 3 năm 1844, Phó tế Sanjuro, 26 tuổi, tiến đến việc được truyền chức linh mục.

## Truyền giáo và Tử đạo
Cùng với các tu sĩ trẻ, cha Sanjurjo lên đường truyền giáo tại Manila, rồi Ma Cao và cuối cùng, tới Đông Đàng Ngoài ngày 12/09/1845 và lấy tên Việt là An. Cha An được bổ nhiệm dạy học cho các chủng sinh tại chủng viện Nam Am, Hải Dương. Tại đây, cha đã biên soạn cuốn “Văn Phạm La Tinh” bằng tiếng Việt dành cho các chủng sinh.
Chỉ sau 4 năm truyền giáo tại Đàng Ngoài, ngày 5 tháng 9 năm 1848, Tòa Thánh ra thông cáo chọn linh mục trẻ tuổi José María Díaz Sanjuro An làm Giám mục, cụ thể với danh xưng Giám mục Hiệu tòa Plataea, Giám mục Phó Đại diện Tông Tòa Hạt Đại diện Tông Tòa Trung Đàng Ngoài, nay thuộc Việt Nam. Lễ tấn phong cho tân giám mục được cử hành sau đó vào ngày 8 tháng 4 năm 1849, với phần nghi thức truyền chức được cử hành bởi Giám mục chủ phong Jerónimo Hermosilla Liêm O.P, Đại diện Tông Tòa của Hạt Đại diện Tông Tòa Đông Đàng Ngoài và Giám mục phụ phong Domingo Martí O.P. , Đại diện Tông Tòa Hạt Đại diện Trung Đàng Ngoài.
Ba năm sau khi được tấn phong, ngày 26 tháng 8 năm 1852, ông kế vị chức Đại diện Tông Tòa Trung Đàng Ngoài.
Chỉ sau năm năm cai quản Hạt Đại diện, ngày 20 tháng 7 năm 1857, Giám mục José María Díaz Sanjuro An tử đạo, hưởng dương 39 tuổi.

Theo Đại Nam thực lục, có thể Giám mục  José María Díaz Sanjuro An là vị đạo trưởng bị sát hại như sau:
Đinh Tỵ, Tự Đức năm thứ 10 [1857], ... Tỉnh Nam Định bắt được tên đạo trưởng người Tây dương. Chuẩn cho đem chém. Người tố ra bắt được cùng quan tỉnh đều được thưởng chức hàm, kỷ lục có thứ bậc khác nhau. Những viên biền đi bắt được thưởng chung 300 lạng bạc. Vũ Văn Trung là chủ nhà chứa tên đạo trưởng ấy xử phát phối đi Cao Bằng.
Vì lý do tử đạo, Giáo hội Công giáo Rôma tuyên phong Giám mục An lên hàng Chân phước ngày 29 tháng 4 năm 1951 và sau đó tuyên Hiển thánh vào ngày 19 tháng 6 năm 1988.

## Tông truyền
Giám mục José María Díaz Sanjuro An được tấn phong giám mục năm 1849, thời Giáo hoàng Piô IX, bởi:
- Giám mục chủ phong: Giám mục Jerónimo Hermosilla Vọng, Đại diện Tông tòa Hạt đại diện Tông tòa Đông Đàng Ngoài.
- Giám mục phụ phong: Giám mục Hilarión Alcázar Hy, Phó Đại diện Tông tòa Hạt đại diện Tông tòa Đông Đàng Ngoài.

Giám mục José María Díaz Sanjuro An là giám mục chủ phong cho các giám mục:
- Năm 1855, giám mục Melchor García Sampedro Xuyên, cố Đại diện Tông tòa Hạt đại diện Tông tòa Trung Đàng Ngoài.